# Channel Islands (Aleuten)
Die Channel Islands sind eine kleine unbewohnte Inselgruppe der Andreanof Islands, die zu den Aleuten 
gehören. Die nur wenige hundert Meter großen Inseln liegen in der Bay of Islands von Adak Island. Der Name wurde von der U.S. Navy Aleutian Island Survey Expedition 1933 vergeben.